# 巴拉圭國旗
巴拉圭國旗是一面三色旗，由紅、白、藍三橫條組成。正面中為國徽，反面為財政部印璽。
巴拉圭国旗是全世界少数几面正反面图案不同的国旗。
现行国旗启用于2013年7月15日。

## 相似旗帜

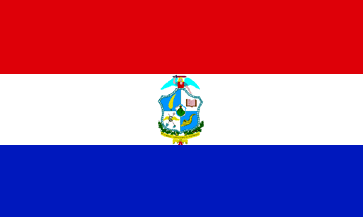
萨尔瓦多圣米格尔省省旗

## 历史旗帜

### 正面
- 1506-1700
- 1700-1785
- 1785-1811
- 2:31810-1811
- 2:3 1811（2-6月）
- 1811（6月）
- 2:3 1811（6-9月）
- 2:3  1811-1812
- 9:14  1812-1813
- 3:5  1813
- 9:14  1813 bis 1840
- 2:31840-1842.
- 2:3  1842-1954
- 1:2  1954-1988
- 3:5  1988-1990
- 3:5  1990-2013

### 反面
- 2:3  1842-1954 （反面）
- 1:2  1954-1988 （反面）
- 3:5  1988-1990（反面）
- 3:5  1990-2013 (反面)